# Эльфранзкирш
Эльфранзкирш (фр. Helfrantzkirch) — коммуна на северо-востоке Франции в регионе Гранд-Эст (бывший Эльзас — Шампань — Арденны — Лотарингия), департамент Верхний Рейн, округ Мюлуз, кантон Брёнстат. До марта 2015 года коммуна административно входила в состав упразднённого кантона Сирентс (округ Мюлуз).
Площадь коммуны — 6,23 км², население — 821 человек (2006) с тенденцией к снижению: 731 человек (2012), плотность населения — 117,3 чел/км².

## Население
Численность населения коммуны в 2011 году составляла 747 человек, а в 2012 году — 731 человек.
| 1962 | 1968 | 1975 | 1982 | 1990 | 1999 | 2005 | 2006 | 2010 | 2011 | 2012 |
| ---- | ---- | ---- | ---- | ---- | ---- | ---- | ---- | ---- | ---- | ---- |
| 529  | 541  | 538  | 588  | 685  | 760  | 794  | 821  | 759  | 747  | 731  |

Динамика населения:

## Экономика
В 2010 году из 523 человек трудоспособного возраста (от 15 до 64 лет) 399 были экономически активными, 124 — неактивными (показатель активности 76,3 %, в 1999 году — 67,9 %). Из 399 активных трудоспособных жителей работал 381 человек (212 мужчин и 169 женщин), 18 числились безработными (8 мужчин и 10 женщин). Среди 124 трудоспособных неактивных граждан 27 были учениками либо студентами, 46 — пенсионерами, а ещё 51 — были неактивны в силу других причин.
На протяжении 2011 года в коммуне числилось 299 облагаемых налогом домохозяйств, в которых проживало 743 человека. При этом медиана доходов составила 31681 евро на одного налогоплательщика.

## Достопримечательности (фотогалерея)
- Церковь Сен-Бартоломей
- Колокольня
- На закате